# هزيمة عادلة مشرفة (رواية)
هزيمة عادلة مشرفة (بالإنجليزية: A Fairly Honourable Defeat)‏ هي رواية للكاتبة البريطانية آيريس مردوك، نشرت عام 1970، لأول مرة عن دار نشر تشاتو آند ويندوس.